# Pro B
La Pro B è la seconda serie del campionato francese di pallacanestro maschile.

## Formula
Nato nel 1994, il Pro B si è sostituito al National Masculine 1 come seconda divisione, con la differenza di essere a carattere professionistico. Come nel Pro A, anche il torneo del Pro B è organizzato come girone all'italiana con incontri di andata e ritorno, per un totale di 34 partite per squadra. Le squadre classificate dalla prima all'ottava posizione dopo la regular season partecipano ai playoff, che si svolgono con serie al meglio delle tre gare (eccetto la finale, in gara singola). La vincitrice della regular season e la vincitrice dei playoff accedono alla Pro A. Nel caso che una stessa squadra vinca sia la regular season che i playoff, ad essere promossa è la squadra piazzatasi seconda nella regular season.

## Albo d'oro
| Stagione  | Campione          | Altre società promosse |
| 1993-1994 | Nancy             | Strasburgo             |
| 1994-1995 | Besançon          | Évreux                 |
| 1995-1996 | Tolosa Spacer's   | Élan Chalon            |
| 1996-1997 | Maurienne Savoie  | Tolosa Spacer's        |
| 1997-1998 | Levallois         |                        |
| 1998-1999 | Strasburgo        | Châlons-Champag.       |
| 1999-2000 | Bourg-en-Bresse   | Le Havre               |
| 2000-2001 | CSP Limoges       | Hyères-Toulon          |
| 2001-2002 | Vichy             | Roanne                 |
| 2002-2003 | Reims             | Besançon               |
| 2003-2004 | Clermont-Ferrand  | Châlons-Champag.       |
| 2004-2005 | Brest             | Rouen                  |
| 2005-2006 | Orléanaise Loiret | Besançon               |
| 2006-2007 | Vichy             |                        |
| 2007-2008 | Besançon          | Rouen                  |
| 2008-2009 | Poitiers          | Paris-Levallois        |
| 2009-2010 | Pau-Lacq-Orthez   | Limoges Élite          |
| 2010-2011 | JSF Nanterre      | Digione                |
| 2011-2012 | Limoges CSP       | Boulazac               |
| 2012-2013 | Sharks Antibes    | Pau-Lacq-Orthez        |
| 2013-2014 | Boulogne-sur-Mer  | Bourg-en-Bresse        |
| 2014-2015 | Monaco            | Sharks Antibes         |
| 2015-2016 | Hyères-Toulon     | Le Portel              |
| 2016-2017 | Bourg-en-Bresse   | Boulazac               |
| 2017-2018 | Blois             | Provence               |
| 2018-2019 | Roanne            | Orléans Loiret         |
| 2019-2020 | non assegnato     | non assegnato          |
| 2020-2021 | Provence          | Paris                  |
| 2021-2022 | Nancy             | Blois                  |
| 2022-2023 | Saint-Quentin     | Élan Chalon            |
| 2023-2024 | Stade Rochelais   |                        |
| 2024-2025 | Boulazac          |                        |